# Andrea Sabatini

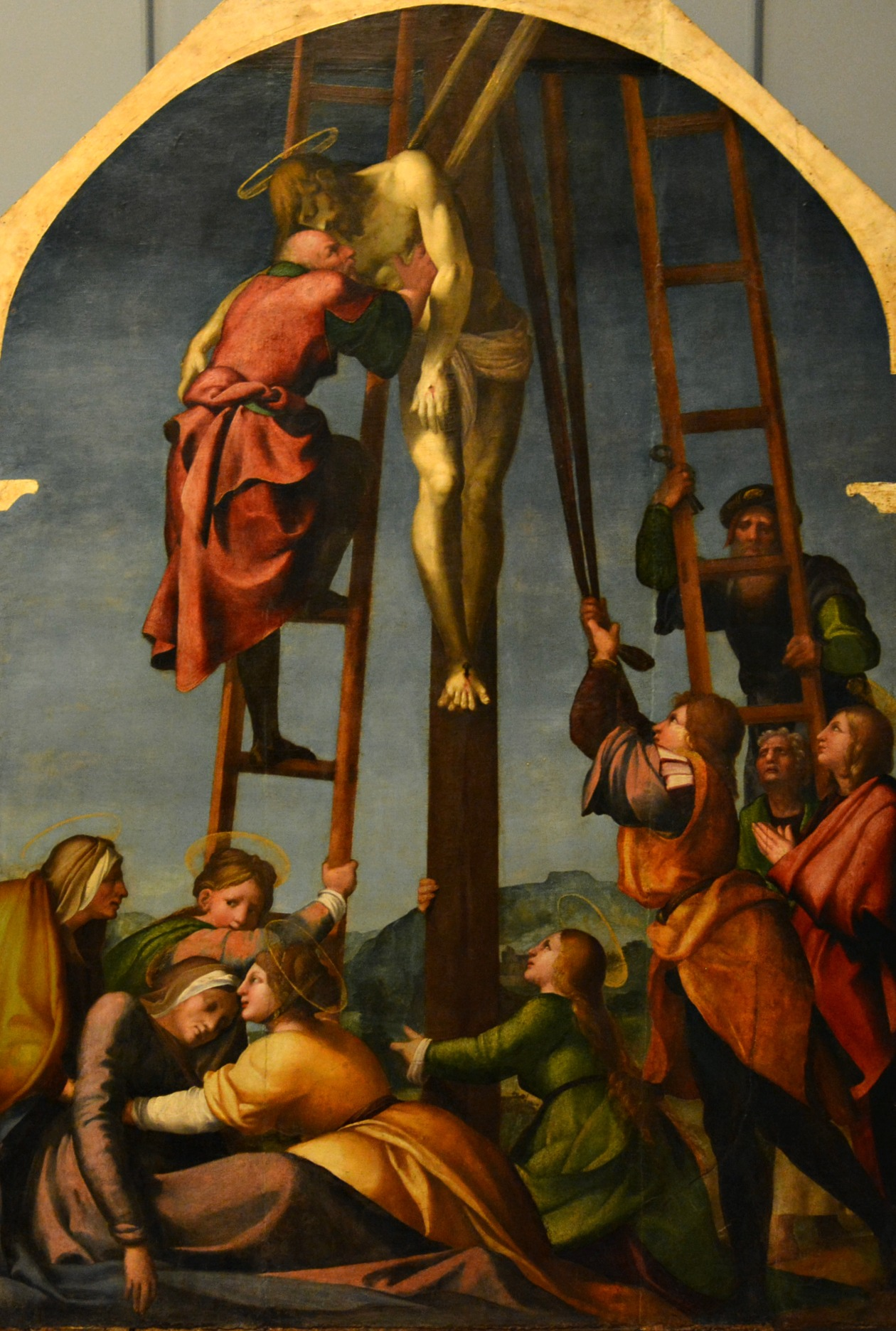
Andrea Sabatini, Deposizione dalla croce, 1520, Museo di Capodimonte, Napoli

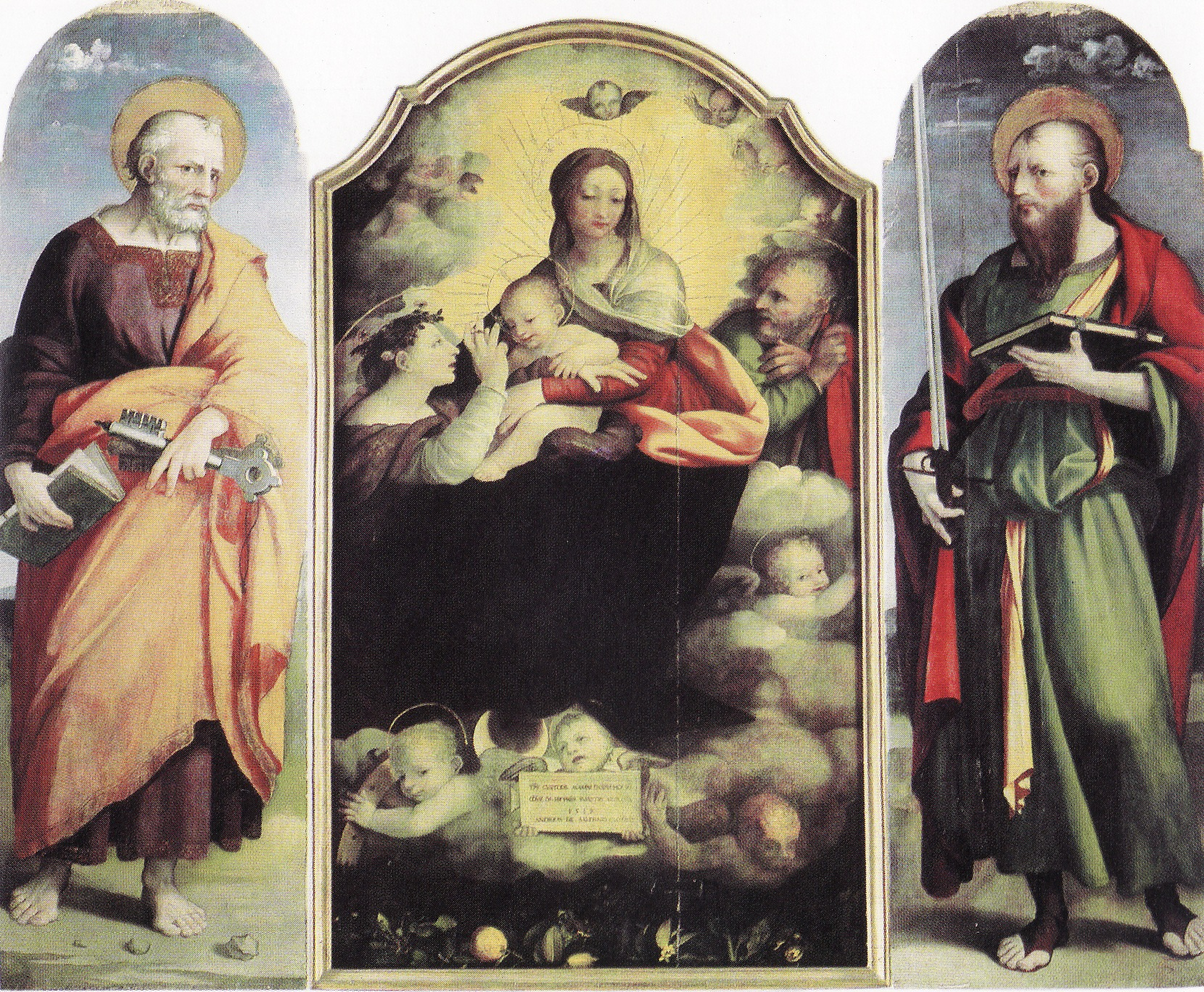
Andrea Sabatini, Nozze mistiche di santa Caterina d'Alessandria e i santi Pietro e Paolo, 1521, Basilica di Sant'Antonio, Nocera Inferiore

Andrea Sabatini, noto anche come Andrea da Salerno (Salerno, 1480 – Gaeta, 1545), è stato un pittore italiano.

## Biografia

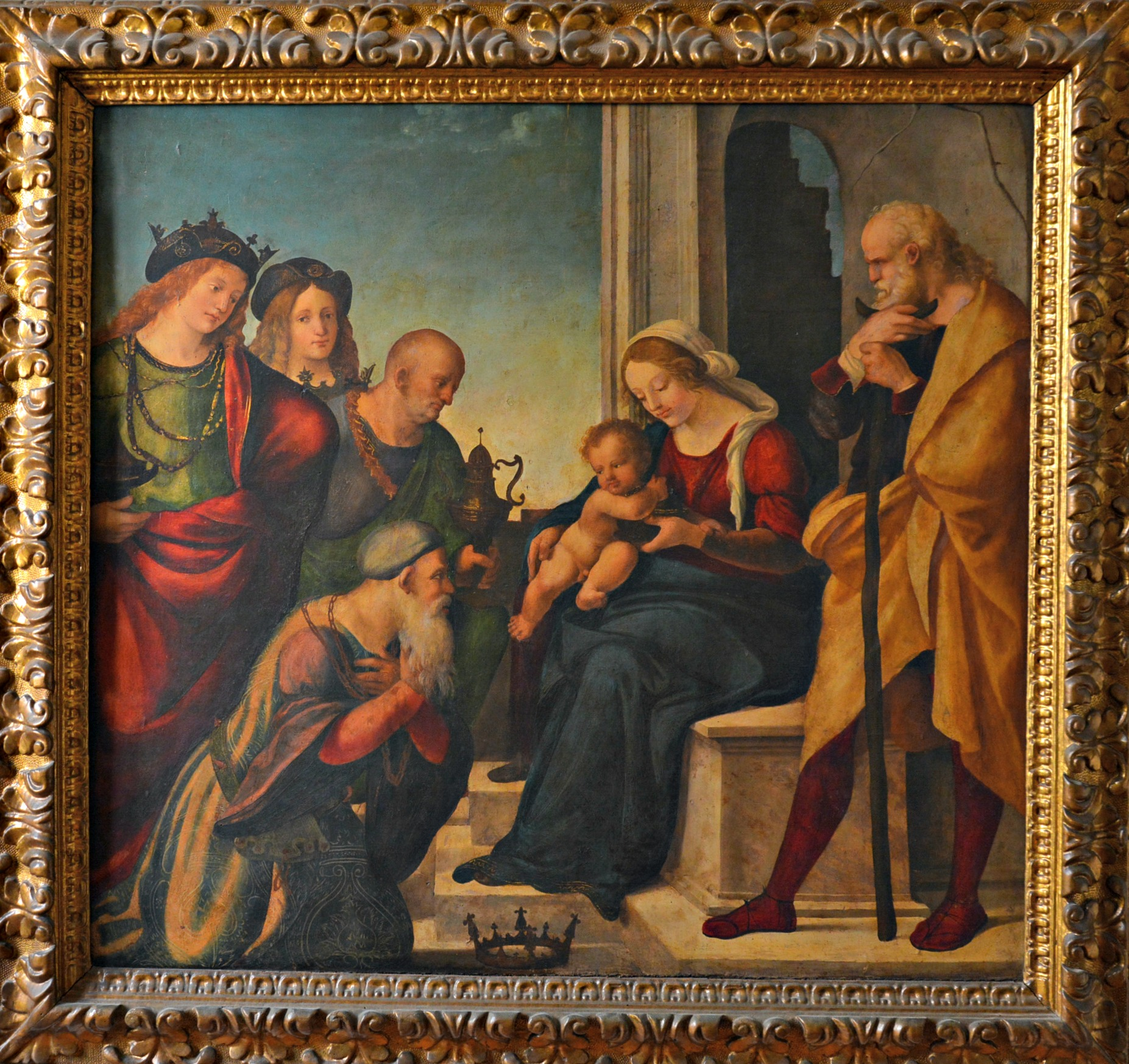
Andrea Sabatini, Adorazione dei Magi, 1513, Quadreria dei Girolamini, Napoli

Il pittore e storico dell'arte Bernardo De Dominici, nella sua opera Vite de' pittori, scultori ed architetti napoletani, ipotizza che il Sabatini si sia formato presso Raimondo Epifanio Tesauro, pittore napoletano che godette di una certa reputazione presso i suoi contemporanei. Lo stesso De Dominici riferisce di una precedente ipotesi circa l'apprendistato presso Antonio Solario o dei suoi allievi, ipotesi che ad avviso dello stesso storico è da rigettare anche per ragioni cronologiche.
Sempre secondo il racconto del De Dominici, Andrea si recò a Roma per studiare le opere del Perugino, in quanto fortemente colpito dalla sua Pala dell'Assunta, dipinta nel 1506 e collocata nel Duomo di Napoli, dove tuttora si trova. Una volta a Roma però, Andrea sarebbe entrato nelle grazie di Raffaello e da questi reclutato nella équipe di pittori da lui coordinata per la decorazione delle stanze vaticane.
Attendibile o meno che sia questo racconto, l'influenza raffaellesca sull'opera del Sabatini, desumibile dall'analisi delle sue opere, è largamente condivisa. D'altro canto, anche a prescindere da questa ipotetica collaborazione, l'opera di Raffaello era nota a Napoli in virtù della presenza in città, presso la chiesa di San Domenico Maggiore, della Madonna del Pesce dipinta nel 1514.

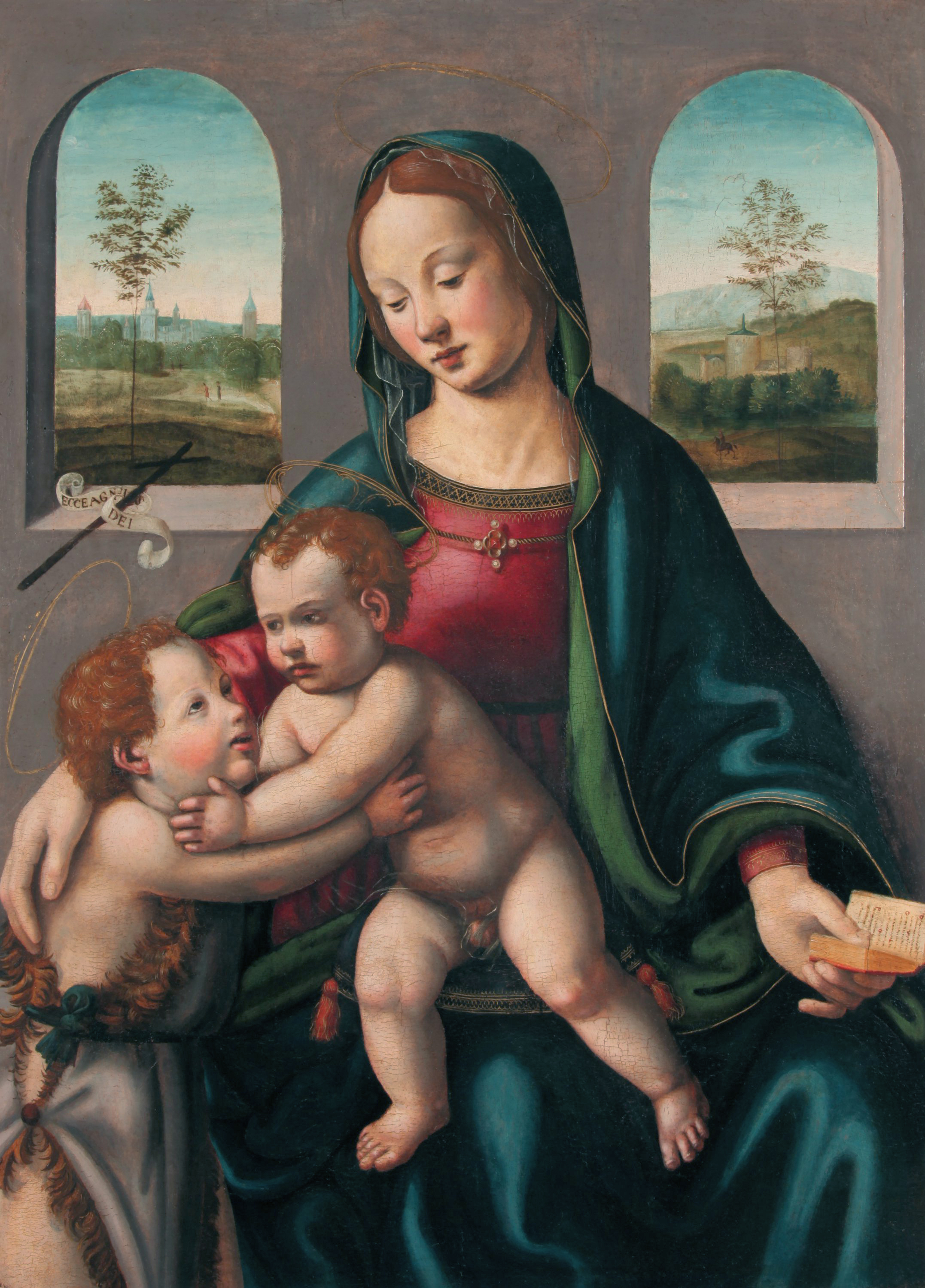
Andrea Sabatini, Madonna col Bambino e San Giovanni, Museo de la Cour d'Or, Metz

Tuttavia, nell'attività iniziale del Sabatini, si evidenziano soprattutto ascendenze del Perugino e di Pinturicchio e, poi, anche del leonardesco Cesare da Sesto, pittore milanese attivo nel Meridione. Testimonia questa influenza iniziale anche la circostanza che la Natività, attualmente esposta alla pinacoteca provinciale di Salerno, a lungo ritenuta pacificamente opera del Sabatini, nel 1985 alcuni studiosi l'hanno attribuita a Cesare da Sesto.
La decisa adesione allo stile di Raffaello sarebbe stata, quindi, una scelta della maturità artistica di Andrea, orientativamente collocabile alla metà del secondo decennio del Cinquecento (Abbate, 2009).
Stando ancora al De Dominici, Andrea, a Napoli, avrebbe stretto anche un sodalizio artistico con Polidoro da Caravaggio, rifugiatosi nel Regno di Napoli dopo il Sacco di Roma.
L'attività artistica del Sabatini si è svolta prevalentemente in un'area oggi collocabile tra le provincie di Napoli e Salerno e nel territorio del basso Lazio.
Negli anni finali della sua vita fu impegnato nell'abbazia di Montecassino dove, con l'aiuto dei suoi discepoli Giovanni Filippo Criscuolo e del cognato Severo Ierace, realizzò diverse tavole raffiguranti la vita di San Benedetto.
Nello stesso periodo operò anche a Gaeta, dove presumibilmente morì, decorando il santuario della Santissima Annunziata. Quest'ultimo cantiere fu proseguito dal Criscuolo, mentre i lavori presso l'abbazia di Montecassino furono continuati dallo Ierace.

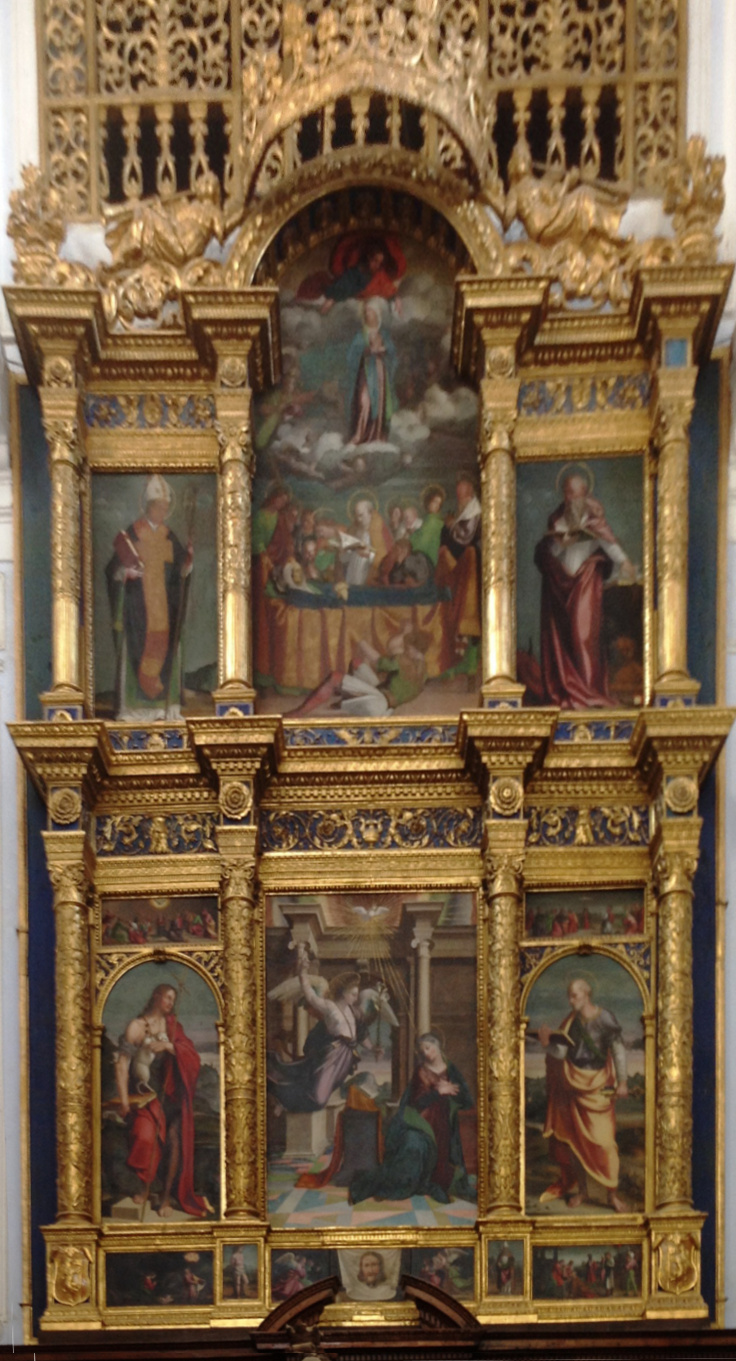
Polittico di Andrea Sabatini, santuario della Santissima Annunziata, Gaeta

A Gaeta è conservato, nel coro del santuario dell'Annunziata, un grande polittico con temi mariani - negli scomparti principali Annunciazione e Dormitio Virginis -, probabilmente l'ultimo lavoro di Andrea da Salerno.

## Opere

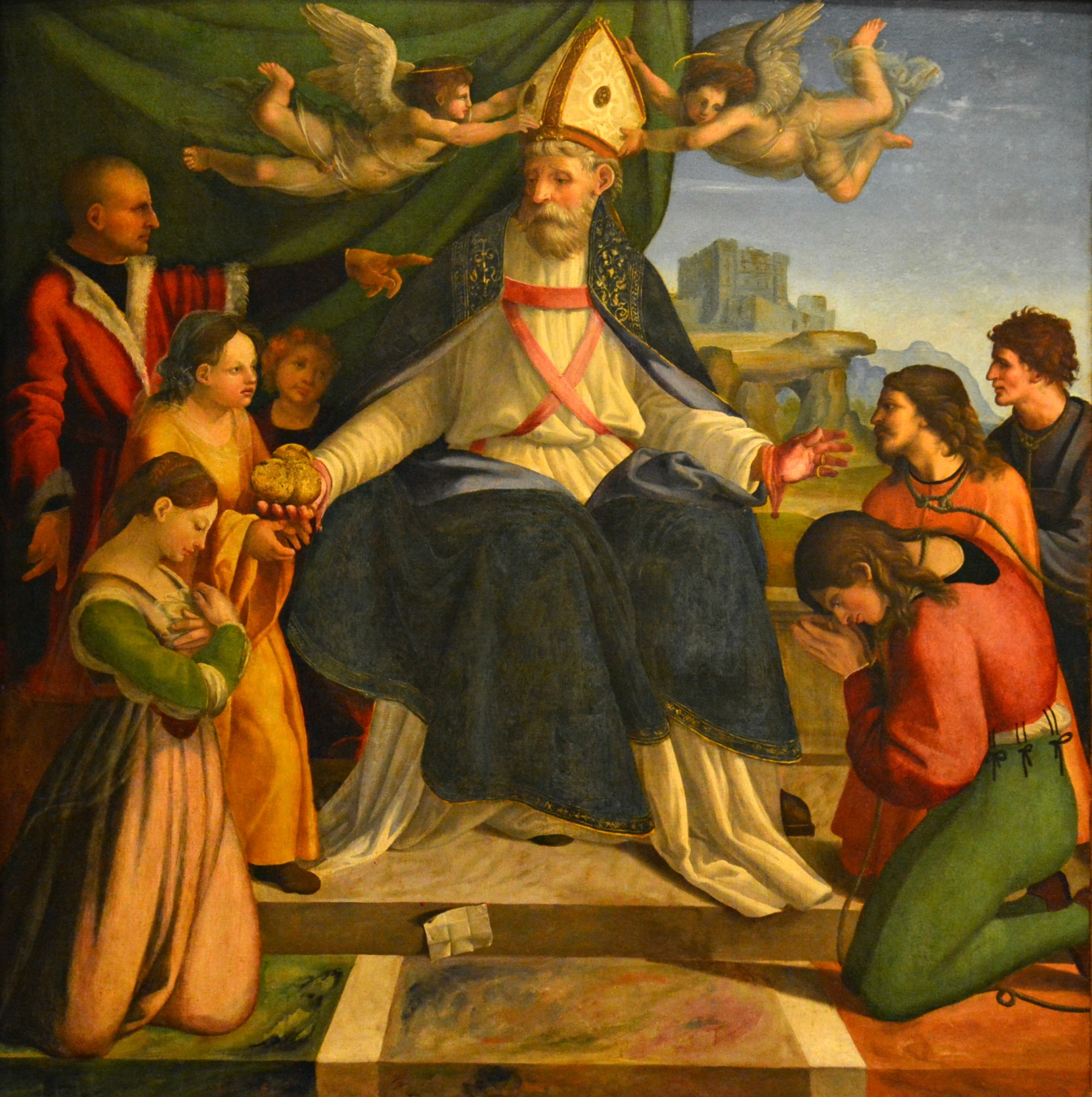
Andrea Sabatini, San Nicola di Bari, Museo nazionale di Capodimonte, Napoli

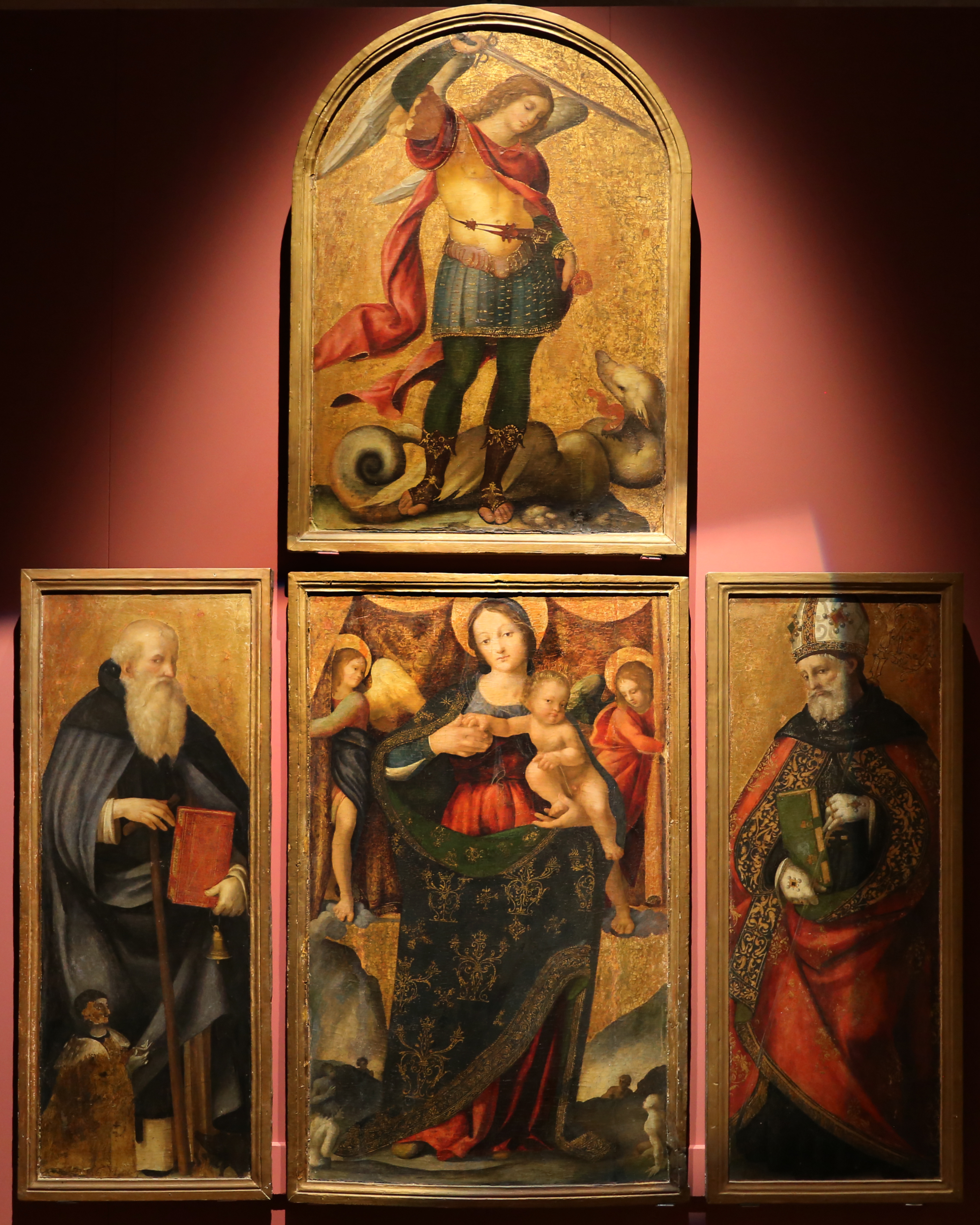
Andrea Sabatini, Madonna delle Grazie, Pinacoteca Provinciale, Salerno

- Disegno di due santi, Museo delle belle arti, San Francisco
- Madonna col Bambino e San Giovanni, Museo della corte d'oro, Metz
- Madonna col Bambino, Crocifissione e diversi santi, Chiesa dei Santi Severino e Sossio, Napoli
- Trinità tra i santi giovanni battista ed evangelista, Concattedrale di Santissima Maria Assunta e San Catello, Castellammare di Stabia
- Madonna col Bambino, Museo diocesano, Napoli
- San Pietro e San Paolo, Basilica santuario di Santa Maria della Neve, Napoli
- Santo vescovo, Pinacoteca civica, Reggio Calabria
- Polittico Matrimonio mistico di Santa Caterina d'Alessandria, San Pietro, San Paolo, Basilica e convento di Sant'Antonio, Nocera Inferiore
- San Nicola di Bari, Museo nazionale di Capodimonte, Napoli
- Vestizione di San Mauro e San Placido, Museo nazionale di Capodimonte, Napoli
- San Benedetto accoglie San Mauro e San Placido, Museo nazionale di Capodimonte, Napoli
- San Benedetto in cattedra fra i dottori della chiesa e i Santi Mauro e Placido, Museo nazionale di Capodimonte, Napoli
- Sacra Famiglia, Palazzo Reale, Napoli
- Trinità e Madonna con personaggi che implorano il suo aiuto, Certosa di Padula
- Trittico di san Giacomo, inizi del secondo decennio del XVI secolo, olio su tavola, Chiesa di San Giacomo Maggiore, San Valentino Torio
- Madonna delle Grazie tra i Santi Giovan Battista ed Elpidio, trittico, inizio XVI secolo, olio su tavola a fondo oro, Chiesa di Sant'Anna alle Paludi, Napoli
- Madonna delle Grazie, 1512, olio su tavola,120 x 77 cm, Pinacoteca Provinciale, Salerno
- Sant'Antonio Abate e ritratto del Committente Francesco Caracciolo, 1512, olio su tela, 120 x 50 cm, Pinacoteca Provinciale, Salerno
- Sant'Agostino, 1512, olio su tavola, 120 x 50 cm, Pinacoteca Provinciale, Salerno
- San Michele Arcangelo, 1512, olio su tavola, 110 x 77 cm,, Pinacoteca Provinciale, Salerno
- Madonna del latte, scomparto centrale di un trittico, 1513-1514 circa, tempera su tavola, 43,5 x 35 cm, Badia di Santa Maria, Banzi
- San Pietro, scomparto laterale del trittico, 1513-1514 circa, tempera su tavola, 72 x 25 cm, Badia di Santa Maria, Banzi
- San Giovanni Battista, scomparto laterale del trittico, 1513-1514 circa, tempera su tavola, 72 x 25 cm, Badia di Santa Maria, Banzi
- Madonna delle Grazie, XVI secolo, olio su tavola, Chiesa parrocchiale di Santa Maria delle Grazie, Pellezzano
- Deposizione, 1520 circa, olio su tavola, 200 x 136,5 cmMuseo nazionale di Capodimonte, Napoli
- Natività (attribuita), XVI secolo, olio su tela, Pinacoteca Provinciale, Salerno
- Lo sposalizio di Santa Caterina, 1519, olio su tavola, 216 x 130 cm, Pinacoteca del convento di Sant'Antonio, Nocera Inferiore
- Sant'Anna metterza, XVI secolo, affresco in lunetta, Monastero di Sant'Anna, Nocera Inferiore
- Madonna con bambino, XVI secolo, Museo diocesano, Nola
- Pala d'altare della Cattedrale di Nola, XVI secolo, Museo diocesano, Nola
- Coro del Santuario della Santissima Annunziata, XVI secolo, polittico, Gaeta
- Adorazione dei Magi, Quadreria dei Girolamini, Napoli
- Madonna col Bambino (attribuita), XVI secolo, olio su tavola, Chiesa dell'Immacolata Concezione, Linguaglossa
- San Paolo e San Pietro, olio su tavola, Chiesa di Sant'Agostino (Barletta)